# Conchita Bautista
María Concepción (Conchita) Bautista Fernández, född 27 oktober 1936 i Sevilla, är en spansk sångerska och skådespelerska. Hon är bland annat känd för att vara Spaniens första representant i Eurovision Song Contest.
Bautista deltog i Spaniens första uttagning till Eurovision Song Contest 1961 och vann med bidraget Estando contigo. I ESC samma år kom hon på 9:e plats med 8 poäng. Hon deltog åter i den spanska uttagningen 1965 och vann med Qué bueno, qué bueno. I ESC samma år kom hon på delad sista plats utan poäng.

## Filmer (i urval)
- La reina mora (1954)
- La venganza (1957)
- La novia de Juan Lucero (1958)
- Escuela de seductoras (1962)
- La boda (1964)
- A mí las mujeres ni fu ni fa (1971)

## Diskografi

### Album
- Reina por un día (1965)
- Conchita Bautista (1977)
- Conchita Bautista: Sus mejores canciones (1988)

### Singlar (i urval)
- Vienen Los Gitanos/Sombrerito/Pa Qué Quiero Yo Tus Ojos?/Dos Malos Amores (1958)
- Una Canción En La Noche/A La Vera, Verita/En Un Barquito Velero/Tanguillo De La Fortuna (1958)
- Con Dos Cuchillos Cruzaos/Cuando La Copla Es España/Toma Café!/La Niña Y El Río (1958)
- Romance De Lora Del Río/Morenita Cubana/Y Por La Torre Del Oro/Nardo Y Luna (1959)
- El Patio De Reverte/Campanitas Del Olvido/La Niña Del Farolero/Romance De La Utrera (1959)
- Estando contigo (1961)
- ¡Qué bueno, qué bueno!/Tienes duende/Reina por un día/Yenka flamenca (1965)
- Acuérdate/El sendero del amor (1967)
- Por qué será, será/Puerta de Triana (1973)
- Te di, te di/Porque tu eres (1973)
- Amor de campanilleros/Con ese beso (1974)
- Camino la ciudad/Mi libertad (1975)
- Cara a cara (1982)